# Eulalia pachycirra
Eulalia pachycirra är en ringmaskart som beskrevs av Hartman 1978. Eulalia pachycirra ingår i släktet Eulalia och familjen Phyllodocidae. Inga underarter finns listade i Catalogue of Life.